# Timmy Bowers
Timothy Jermaine Bowers, detto Timmy (Milwaukee, 9 gennaio 1982), è un ex cestista statunitense.

## Carriera
Esordisce nel Campionato NCAA nel 2000 con i Mississippi State Bulldogs con cui resta sino al 2004; poi passa, per la stagione 2004-05, al Campionato NBDL con gli Asheville Altitude. Nel 2005 si trasferisce in Israele dove prima un anno con il Maccabi Giv'at Shmuel e poi dal 2006 al 2009 con l'Hapoel Gerusalemme. Nell'estate 2009 firma per la Juvecaserta.
Nell'autunno 2011 firma per la Reyer Venezia, l'atleta è il primo rinforzo reyerino per affrontare il campionato 2011-12 di Serie A, cui la squadra è stata ammessa dalla sentenza dell'Alta Corte di Giustizia Sportiva del CONI. Il 27 novembre 2013 firma per PMS Torino.

## Palmarès

### Squadra
- Campione NBDL (2005)
- Coppa di Israele: 2

Hapoel Gerusalemme: 2006-07, 2007-08
- Coppa di Lega israeliana: 1

Hapoel Gerusalemme: 2008

### Individuale
- All-WBA First Team (2005)
- Ligat ha'Al MVP: 1

Maccabi Giv'at Shmuel: 2005-06
- MVP Coppa di Lega israeliana: 1

Hapoel Gerusalemme: 2008